# Tishpak
Tishpak est le dieu principal de la ville d'Eshnunna à l'époque paléo-babylonienne (v. 2004 av. J.-C.) -1595 av. J.-C.).
Tishpak remplace alors l'ancienne divinité principale, Ninazu, dont il reprend l'animal-symbole, le dragon-serpent (mušhuššu). Son temple principal se situe dans cette ville.
Tishpak est peut-être en fait la forme locale du grand dieu de l'Orage hourrite, Teshub. C'est en tout cas une divinité souveraine, et aussi guerrière.
Tishpak est considéré comme le véritable roi d'Eshnunna, dont le souverain humain se nomme rubūm (« prince »). Cette situation est identique à celle qu'on trouve alors à Assur.
Cette divinité disparaît avec la fin d'Eshnunna dans les dernières décennies de l'époque paléo-babylonienne (XVIIe siècle av. J.-C.), et certains de ces aspects (dont son animal-symbole, le mušhuššu) se retrouvent chez Mardouk, divinité principale de Babylone, la tombeuse d'Eshnunna.